# Haley Ramm
Haley Michelle Ramm (* 26. března 1992, Collin Country, Texas, Spojené státy americké) je americká herečka. Proslavila se rolí Jean Grey v X-Men: Poslední vzdor. Mezi lety 2007 a 2008 se objevovala v seriálu Beze stopy. V roce 2013 získala roli v seriálu televizní stanice ABC Family Chasing Life.

## Životopis a kariéra
Je dcerou Barbary a Briana Ramm. Ve třech letech začala tancovat v místních studiích. V devíti letech začala získávat role v krátkých filmech. Objevila se v reklamě na Hasbro a Dell Computers. V 11 letech se se svojí matkou přestěhovala do Los Angeles, zatímco její otec a bratr zůstali nejdříve v Texasu. Získala role ve filmech Tajemný let a v komedii Tvoje, moje naše a v zahrála si v televizních seriálech Kriminálka Las Vegas, Kriminálka Miami a Ano, drahoušku.
V roce 2006 získala roli mladé Jean Grey ve filmu X-Men: Poslední vzdor. V roce 2007 si zahrála Jessicu Green ve filmu Mr. Blue Sky. Poté se objevila v roli Samanthy Jensen ve filmu Kráčející skála 3: Spravedlnost. V roce 2010 si zahrála v hororovém filmu Rubber. Byla obsazena do role mladší verze postavy Jennifer Aniston ve filmu Co je šeptem ..., ale scéna byla vystřižena z filmu.
Od roku 2014 se objevuje jako Brenna Carver v seriálu televizní stanice ABC Family Chasing Life. V roce 2016 se objevila ve dvou dílech seriálu The Originals a Mistresses.

## Filmografie
| Rok  | Název                           | Role                       | Poznámky            |
| ---- | ------------------------------- | -------------------------- | ------------------- |
| 2002 | Uhoď ji, je to Francouzka!      | Malá Starla Grady          |                     |
| 2004 | Seventy-8                       | April Rowlands             |                     |
| 2005 | Tajemný let                     | Brittany Loud              |                     |
| 2005 | Tvoje, moje, naše               | Kelly Beardsley            |                     |
| 2006 | X-Men: Poslední vzdor           | Mladá Jean Grey            |                     |
| 2007 | Kráčející skála 2: Odplata      | Samantha Jensen            |                     |
| 2007 | Útěk do divočiny                | Carine McCandless - věk 11 |                     |
| 2007 | Kráčející skála 3: Spravedlnost | Samantha Jensen            |                     |
| 2007 | Mr. Blue Sky                    | Jessica Green              |                     |
| 2009 | Právě Peck                      | Michelle                   |                     |
| 2010 | Skateland                       | Mary Wheeler               |                     |
| 2010 | Rubber                          | Fiona - teenagerka         |                     |
| 2010 | Almost Kings                    | Kallea                     |                     |
| 2010 | Pouto mlčení                    | Jordan                     |                     |
| 2011 | Krvavý stát                     | Maggie                     |                     |
| 2012 | Odpojit                         | Abby Boyd                  |                     |
| 2013 | Complicity                      | Lacy                       |                     |
| 2014 | Dakota's Summer                 | Dakota Rose                |                     |
| 2015 | ImagiGARY                       | Sarah                      |                     |
| 2015 | Victor                          | Sherry                     |                     |
| 2015 | Three Days                      | mladá Rachel               | krátkometrážní film |
| 2016 | Katie Goes to College           | Katie                      | krátkometrážní film |
| 2018 | Seven in Heaven                 | June                       |                     |
| 2018 | Banana Split                    | Sally                      |                     |
| 2018 | Pimp                            | Nikki                      |                     |

| Rok       | Název                     | Role                    | Poznámky                   |
| --------- | ------------------------- | ----------------------- | -------------------------- |
| 2004      | Kriminálka Las Vegas      | Emily                   | díl: „Povolené šrouby“     |
| 2004      | Ano, drahoušku            | Georgia                 | díl: „Couples Therapy“     |
| 2005      | Kočkoškrab                | Caitlin (hlas)          | 2 díly                     |
| 2005–2006 | Kriminálka Miami          | Jennifer Wilson - věk 9 | 2 díly                     |
| 2006      | Chirurgové                | Shannon                 | díl: „Dnes přišel čas“     |
| 2007      | Pohotovost                | Tasha                   | díl: „Krize svědomí“       |
| 2007      | Ben 10: Race Against Time | Gwen Tennyson           | TV film                    |
| 2007–2008 | Beze stopy                | Jen Long                | Vedlejší role, 6 dílů      |
| 2008      | Eleventh Hour             | Emily Stanner           | díl: „Argo“                |
| 2009      | The New 20's              | Kayla                   | minisérie                  |
| 2009      | The Unit                  | Amber                   | díl: „Hill 60“             |
| 2009      | iCarly                    | Missy Robinson          | díl: „iReunite with Missy“ |
| 2009      | Hawthorne                 | Devon                   | díl: „Trust Me“            |
| 2009      | Three Rivers              | Megan O'Leary           | díl: „Where We Lie“        |
| 2010      | The Odds                  | Molly Cooper            | TV film                    |
| 2010      | Bond of Silence           | Jordan                  | TV film                    |
| 2010      | Anatomie lži              | Amy                     | díl: „Tma a světlo“        |
| 2010      | NCIS: Los Angeles         | Amanda                  | díl: „Andílci“             |
| 2011      | Worst. Prom. Ever.        | Heather Specer          | TV film                    |
| 2011      | L.A. Noire                | Jessica Hamilton (hlas) | Video hra                  |
| 2011      | The Protector             | Madison                 | díl: „Class“               |
| 2012      | Mentalista                | Liesl Braddock          | díl: „Ruddy Cheeks“        |
| 2013      | Nikita                    | Helen Collins           | díl: „Broken Home“         |
| 2014–2015 | Chasing Life              | Brenna Carver           | hlavní role, 34 dílů       |
| 2016      | The Originals             | Ariane                  | 2 díly                     |
| 2016      | Good Girls Revolt         | Marybeth                | díl: „The Folo“            |
| 2016      | Notorious                 | Maya Hartman            | 2 díly                     |
| 2016      | Mistresses                | Stacey North            | 3 díly                     |
| 2018      | Lehké jako pírko          | Violet Simmons          | hlavní role                |